# Hans Herzog
Pour les articles homonymes, voir Herzog.
Hans Herzog, né le 28 octobre 1819 à Aarau (AG) et mort le 2 février 1894 à Aarau (AG), général de l'armée suisse pendant la guerre franco-prussienne de 1870/71. Il signa avec le général Clinchant la convention d'internement des troupes françaises en Suisse.

## Biographie
Né à Aarau, il obtient le grade de lieutenant d'artillerie en 1840, puis il passe ensuite six ans à voyager (visitant l'Angleterre parmi d'autres pays), avant de s'associer avec son père en 1846. En 1847, il prend part à la courte guerre du Sonderbund en tant que capitaine d'artillerie.
En 1860, il abandonne le monde des affaires pour se consacrer à la carrière militaire, devenant colonel puis inspecteur-général de l'artillerie suisse. En 1870, il est élu général, commandant en chef de l'armée suisse, par l’assemblée fédérale. L'armée suisse garde les frontières du pays, lors de la guerre de 1870, c'est sur la frontière jurassienne, qu'en février 1871, Hans Herzog, signe la convention des Verrières avec le général Clinchant. La convention prévoit le désarmement et l'internement de l'armée de Bourbaki qui trouva ainsi refuge en Suisse.
En 1875 il devient commandant de corps de l'artillerie suisse qu'il réorganisa, apportant également son aide dans la réorganisation des autres armes. Il meurt en 1894 dans sa ville natale d'Aarau.
Franc-maçon, comme son grand-père Johannes, il est membre de la Grande Loge suisse Alpina.